# Rocco Zikarsky
Rocco Zikarsky (* 11. Juli 2006 in Sunshine Coast (Queensland)) ist ein australischer Basketballspieler.

## Werdegang
Zikarskys australische Mutter war Triathletin und Staatsmeisterin über die Langdistanz. Sein deutscher Vater Björn nahm als Schwimmer an den Olympischen Sommerspielen 1996 teil und gewann als Mitglied der 100-Meter-Freistilstaffel Bronze. Auch Rocco Zikarsky betrieb als Heranwachsender neun Jahre lang Schwimmsport. In seiner Heimatstadt erlernte er das Basketballspiel in der Jugendabteilung des Vereins USC Rip City. Zikarsky wurde ab 2021 an der NBA Global Academy in Canberra gefördert. 2023 spielte er ebenfalls für die Mannschaft des australischen Nachwuchsleistungszentrums Centre of Excellence in der Liga NBL1.
In der Saison 2023/24 gab er seinen Einstand im Berufsbasketballsport und lief für die Brisbane Bullets in der ozeanischen National Basketball League (NBL) auf. Die Chicago Bulls wählten ihn an 45. Stelle des NBA-Draftverfahrens 2025 aus, gaben die Rechte an Zikarsky aber an die Minnesota Timberwolves ab.

### Nationalmannschaft
2022 nahm er mit Australiens U17-Auswahl an der Weltmeisterschaft dieser Altersklasse teil und trat mit der U16-Nationalmannschaft bei der Jugend-Asienmeisterschaft an.
Im Februar 2024 bestritt er sein erstes Herrenländerspiel für Australien. Zikarsky wurde im April 2024 als bester Spieler des Albert-Schweitzer-Turniers ausgezeichnet. Er gewann die in Mannheim und Viernheim ausgetragene Veranstaltung mit der australischen Jugendauswahl.